# 安塞阿盧斯冰川

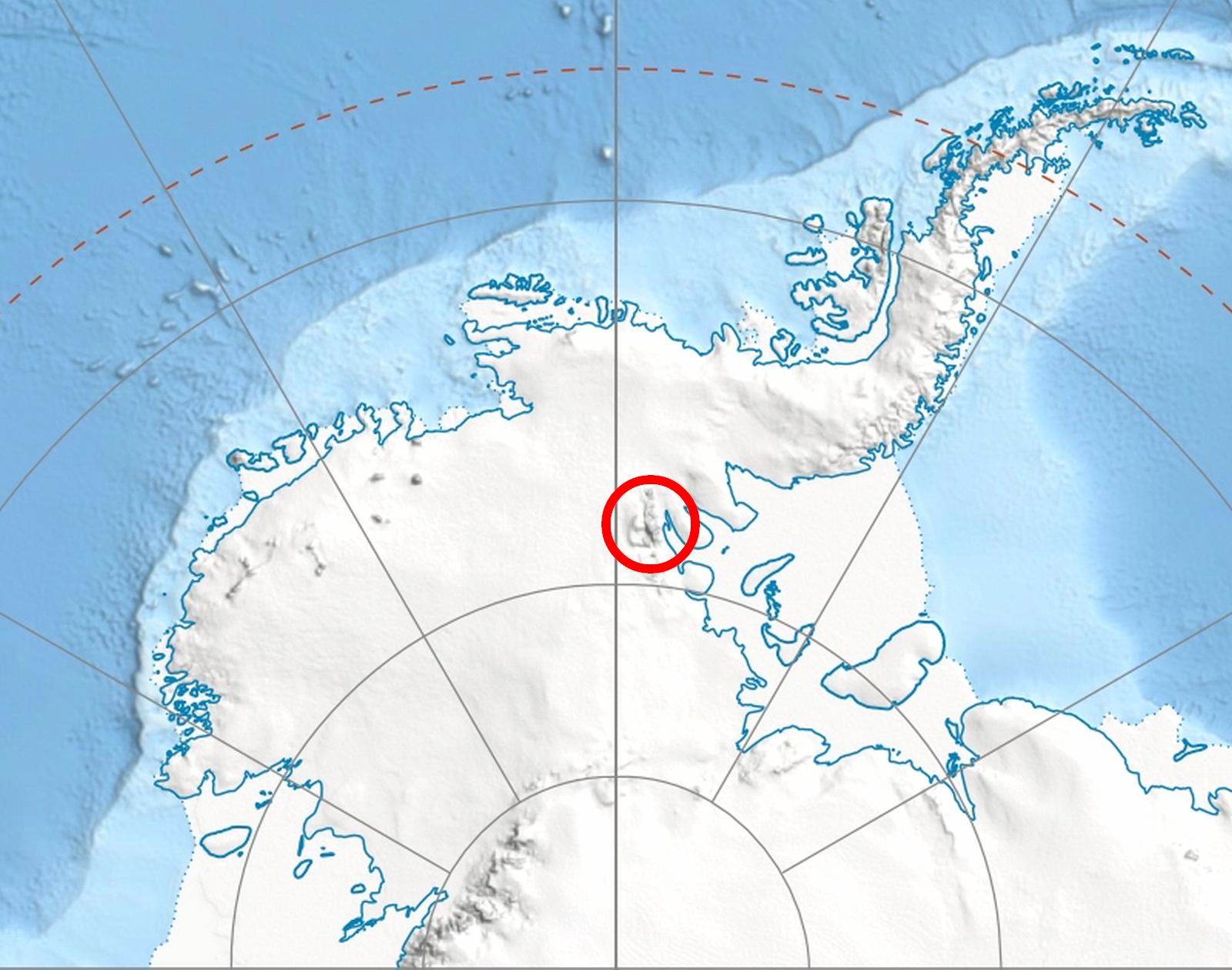

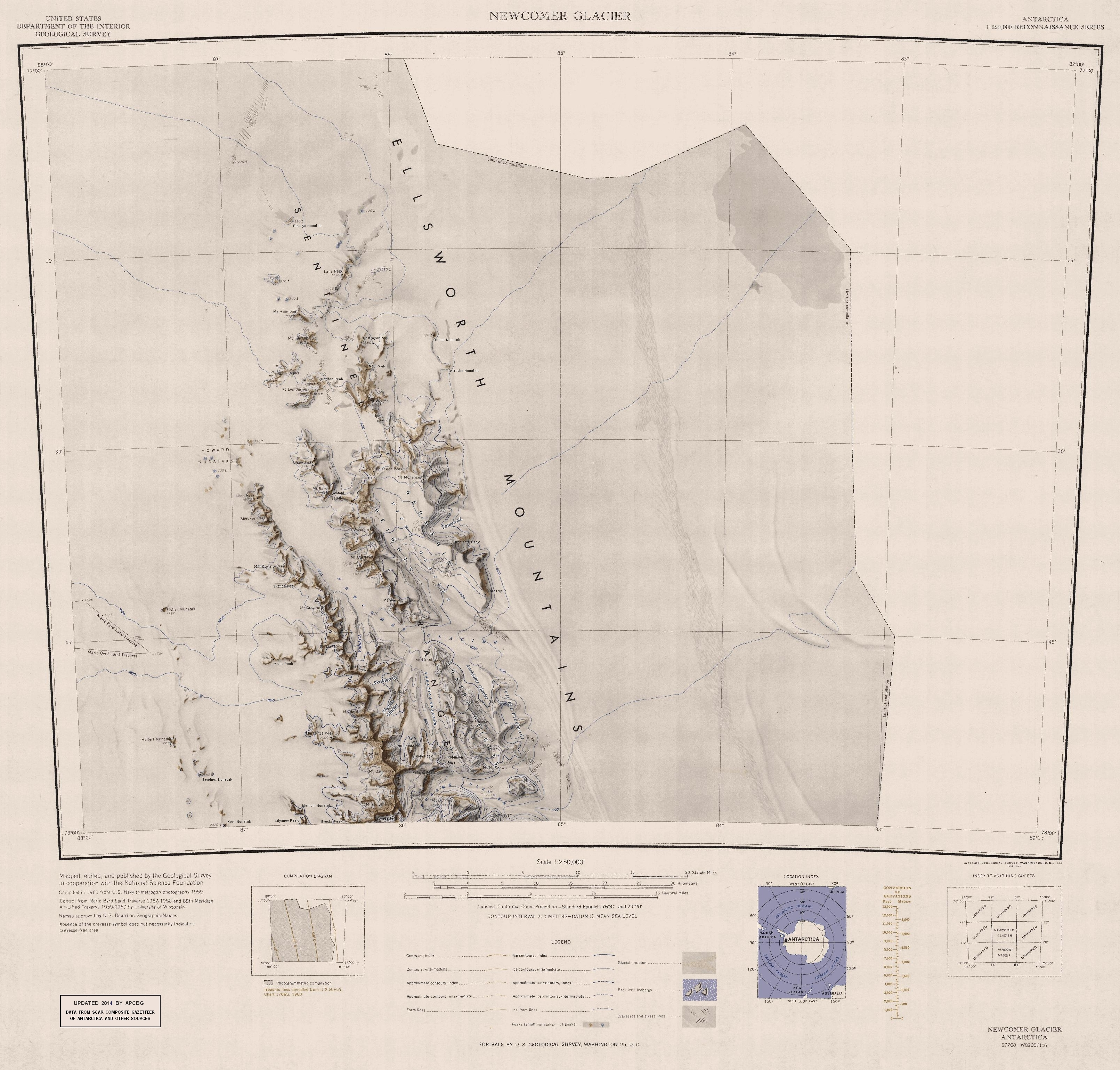

安塞阿盧斯冰川（英語：Anchialus Glacier），是南極洲的冰川，位於埃爾斯沃思地，處於薩巴茲烏斯冰川以東和維特山麓冰川西北面，流經埃爾斯沃思山脈的森蒂納爾嶺北部，長8.5公里、寬3.4公里，現時由南極條約體系管理。